# Ministerstvo školství Spojených států amerických
Ministerstvo školství (anglicky United States Department of Education, zkráceně  ED nebo DoED)  je ministerstvo kabinetu federální vlády Spojených států. Vzniklo v roce 1979 za prezidentství Jimmyho Cartera rozdělením ministerstva zdravotnictví, školství a sociálních věcí na dvě nová ministerstva - ministerstvo školství a ministerstvo zdravotnictví a sociálních věcí.
Hlavní náplní práce ministerstva školství je stanovení zásad federální pomoci ve vzdělávání, v koordinaci této pomoci a shromažďování údajů o amerických školách. Ministerstvo školství nezřizuje školy na žádném stupni vzdělávání.
Na rozdíl od systémů většiny ostatních zemí je vzdělání ve Spojených státech vysoce decentralizované a federální vláda a ministerstvo školství se příliš nezabývají určováním učebních osnov nebo vzdělávacích směrnic. To bylo ponecháno na státních a místních školních obvodech  (school districts). Kvalita vzdělávacích institucí a akademických titulů, které udělují, je udržována neformálním[ujasnit] soukromým[ujasnit] procesem známým jako akreditace.       
V březnu 2025 podepsal americký prezident výnos, kterým chce ministerstvo školství na federální úrovni zrušit.